# Gurgaon
Gurgaon (em hindi: गुड़गांव) é a sexta maior cidade do estado indiano de Haryana, e o quarto maior subúrbio da grande Deli, com uma população que chegava aos 228.820, de acordo com o censo de 2001. 
Gurgaon é de maioria hinduísta, possuindo uma importante parcela de população muçulmana. O idioma principal é o hindi, seguido do punjabi. O município é uma das cidades mais ricas do país, e está em crescimento acelerado. Localizada a 20 km da capital, Nova Deli e a 10 km do Aeroporto Internacional Indira Gandhi, o município é o centro industrial e financeiro e conta com inúmeros shoppings centers. A construção civil e os transportes estão em franca expansão, inclusive com uma autoestrada que a liga à capital. O metro de Deli, concluído em 2002, alcança Gurgaon.
Sua história é antiga, a cidade já é citada no Mahabharata como o lar do guru Drona. Com a partição da Índia, muitos hindus do norte do Paquistão foram viver na cidade, que depois passou a receber migrantes vindos principalmente do Bihar e do Rajastão em busca de melhores condições de vida, movimento que ainda existe. Em 2009, a cidade foi apontada como a 1ª melhor do país para se viver e trabalhar.